# Slag bij Lizard Point

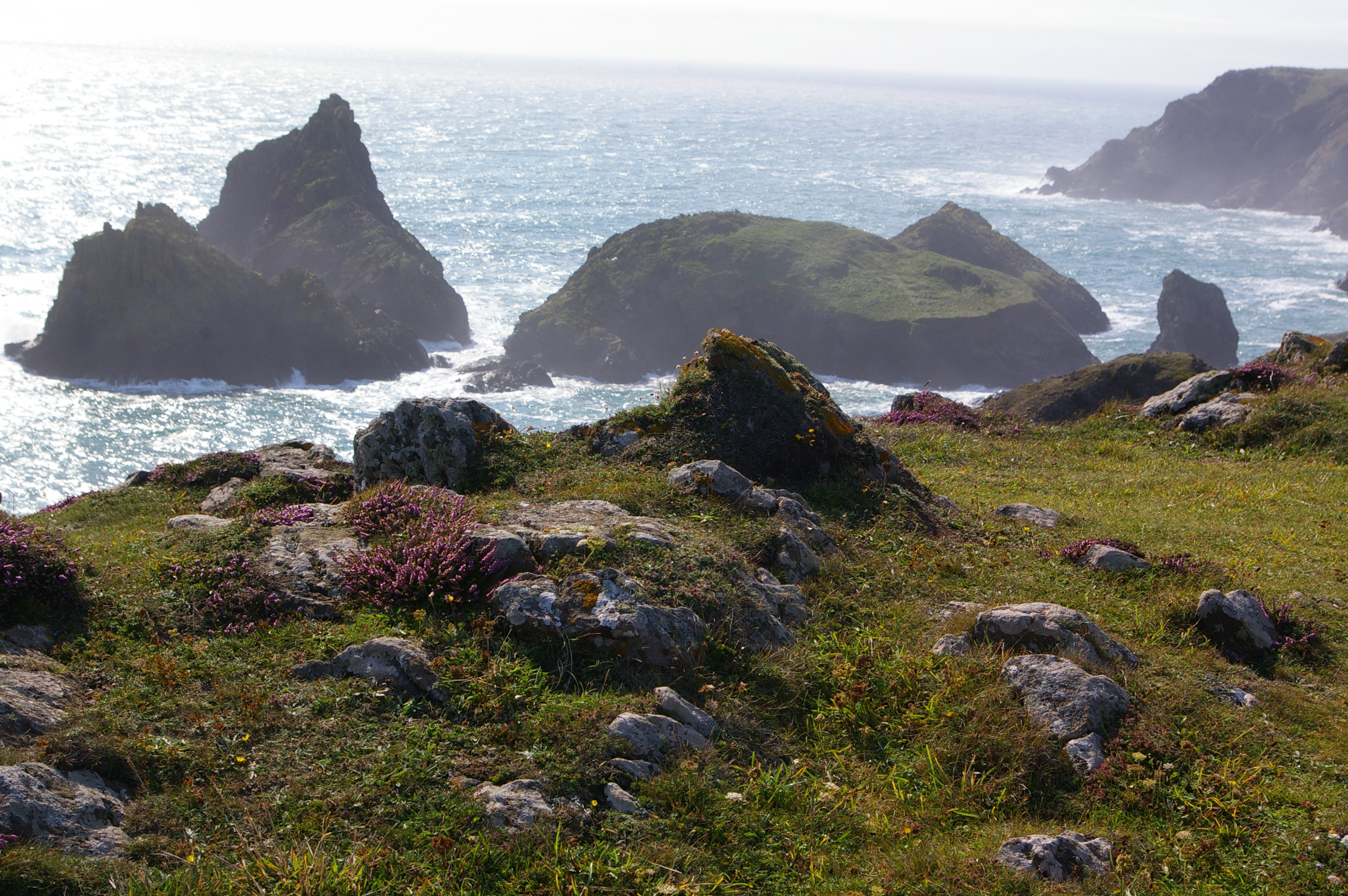
De zee bij Lizard Point

De Slag bij Lizard Point was een zeeslag op 18 februari 1637 voor de kust van Cornwall tijdens de Tachtigjarige Oorlog. De Spaanse admiraal Miguel de Horna, commandant van de Vlaamse vloot, onderschepte een Engels-Nederlands handelskonvooi van 44 schepen, geëscorteerd door 6 oorlogsschepen. Hij vernietigde of veroverde 20 van de schepen, en keerde veilig naar zijn thuisbasis in Duinkerke terug.

## Achtergrond
Begin 1636 werd de ervaren Vlaamse admiraal Jacob Collaert, commandant van de Vlaamse vloot, verslagen door vijf schepen van de Staatse blokkadevloot onder kapitein Johan Evertsen. Zijn galjoen en een ander schip zonken na een lange strijd voor de Franse kust bij Dieppe, en hij werd samen met 200 man van zijn bemanning gevangengenomen. Na een uitwisseling van gevangenen kwam hij vrij, maar werd kort daarna ziek en stierf. De Navarrese Miguel de Horna werd aangesteld als zijn vervanger. Horna bewees een bekwaam opvolger te zijn door in minder dan twee jaar tijd drie belangrijke konvooien te vernietigen en de gevechten bij Lizard Point, Mardijk en in Het Kanaal te winnen.

## De slag
Miguel de Horna verliet Duinkerke op 18 februari met acht oorlogsschepen. Zijn opdracht was de Staatse vissersvloot en handelsschepen aan te tasten. Kapiteins onder zijn bevel waren de Bask Antonio de Anciondo, de Vlamingen Marcus van Oben en Cornelis Meyne, en de Castilianen Antonio Díaz en Salvador Rodríguez. Onder het vuur van de kustbatterijen van Calais wisten ze een koopvaarder te nemen.
Hierna koerste het smaldeel Het Kanaal in. In de buurt van Lizard Point, indertijd bij Nederlandse zeevaarders bekend als de Lesert, ontmoetten ze een Engels- Nederlands konvooi bestaande uit achtentwintig Nederlandse koopvaarders, zestien Engelse koopvaarders onder begeleiding van zes Staatse oorlogsschepen. De Spaanse oorlogsschepen zetten direct de aanval in, en naderden het konvooi onder zwaar vuur van de escorterende Nederlandse oorlogsschepen.
Kort na het begin van de strijd werd het Nederlandse vlaggenschip volledig uitgeschakeld door zwaar kanons- en musketvuur vanaf Hornas vlaggenschip. Antonio Díaz's schip slaagde erin de Nederlander te enteren en de vlag neer te halen, maar de aanval werd uiteindelijk toch afgeslagen. Een tweede poging door Horna's vlaggenschip, die een half uur duurde, faalde eveneens, maar met de hulp van een derde Spaans schip onder Cornelis Meyne, werd het Nederlandse vlaggenschip uiteindelijk veroverd. Hoewel de koopvaarders uit het konvooi hun scheepskanonnen gebruikten om de oorlogsschepen bij te staan, werden er drie tot zinken gebracht. De twee resterende gaven zich over en werden buit gemaakt. De handelsschepen verspreidden zich en probeerden ieder voor zich onder dekking van de rook van de slag en de nachtelijke duisternis te ontkomen, daarbij geholpen door de ontploffing van een van de Nederlandse oorlogsschepen die de Spaanse schepen beschadigde. Toch werden veertien van hen door het Spaanse eskader buit gemaakt en samen met de drie veroverde oorlogsschepen naar Duinkerke gebracht.

## Nasleep
Horna keerde in Duinkerke terug met 17 prijzen, volgeladen met munitie en voorraden. Hij ontweek op deze terugtocht de Staatse admiraal Filips van Dorp, die er op met 20 oorlogsschepen op uit was gestuurd om hem te onderscheppen. Van Dorp blokkeerde vervolgens zoals gebruikelijk de haven van Duinkerke om de Spaanse vloot binnen te houden. Hij slaagde hierin niet, want Horna was in staat zijn campagnes voort te zetten. In juli van hetzelfde jaar verraste hij twee Nederlandse konvooien uit Bordeaux, en maakte 12 schepen buit. De lading bestond onder andere uit 125 waardevolle cavalerie paarden. Een konvooi uit Venetië werd ook overmeesterd, evenals 14 schepen van de Vereenigde Oostindische Compagnie en 8 schepen met geschenken voor Lodewijk XIII van Frankrijk.